# Euophrys rubroclypea
Euophrys rubroclypea är en spindelart som beskrevs av Sarah Creecie Dyal 1935. Euophrys rubroclypea ingår i släktet Euophrys och familjen hoppspindlar. Inga underarter finns listade i Catalogue of Life.